# Glockenkelter

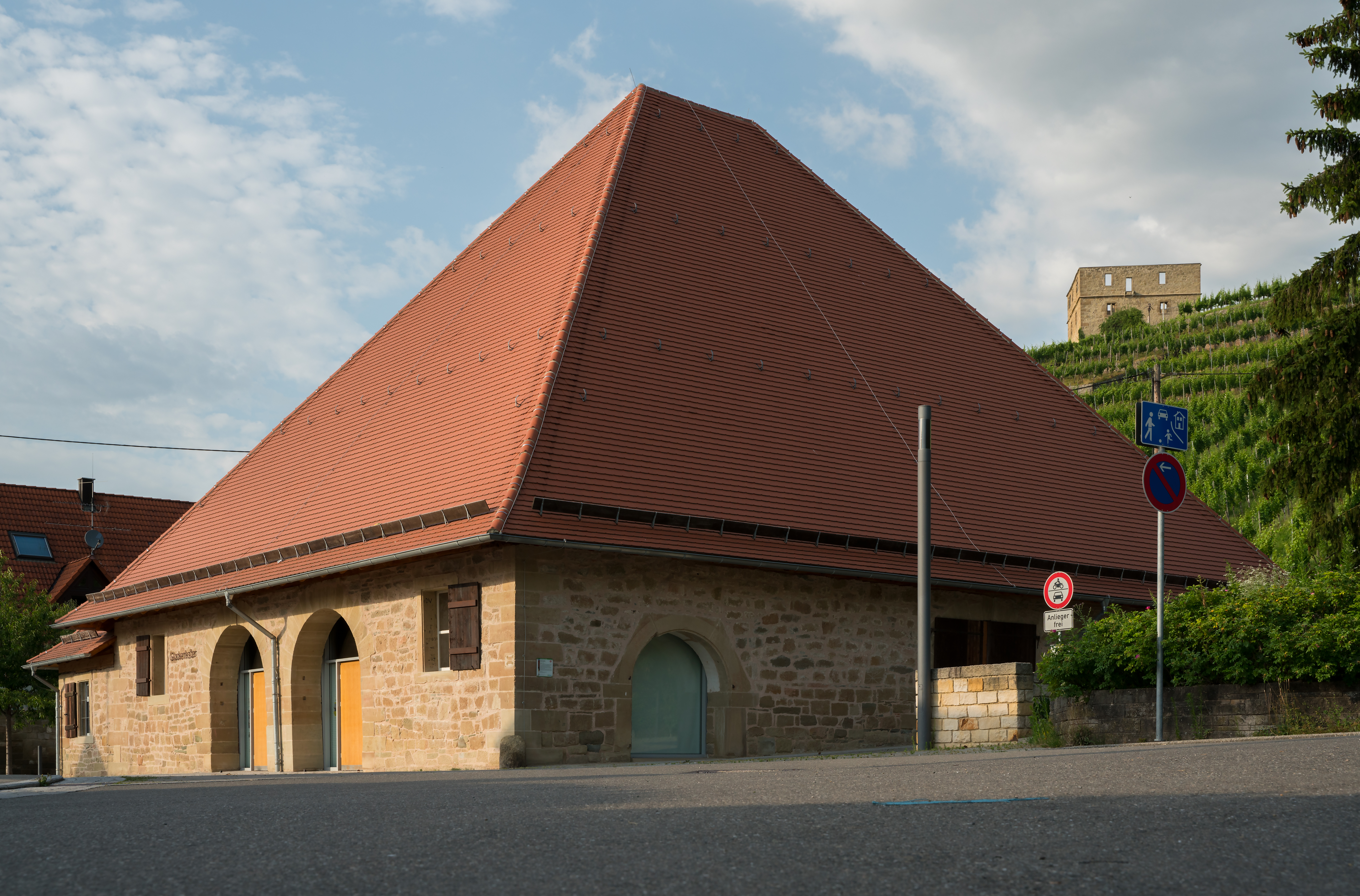
Die Glockenkelter.

Die Glockenkelter ist ein Bauwerk und Kulturdenkmal in Stetten im Rems-Murr-Kreis in Baden-Württemberg.

## Geschichte
Das erste Gebäude dieses Namens wurde zwischen 1495 und 1582 erbaut. Aus dem Jahr 1582 stammt die erste überlieferte Erwähnung des Bauwerks. Der Name „Glockenkelter“ stammt von einer Glocke, die das Bauwerk ursprünglich im Dachreiter trug, mit der das Ende der täglichen Lese bekannt gegeben wurde. 1744 wurde hier eine Stettener Glocke umgegossen, doch der Name bestand schon vorher.
Um 1785 wurde ein Neubau mit freitragendem Dachstuhl ohne Glockentürmchen errichtet. Der Schlussstein über einem der Zugänge trägt die Jahreszahl 1786 und die Inschrift „C. H. Z. W.“ für „Carl Herzog zu Wirtemberg“.
Nachdem 1931 die Genossenschaftskelter erbaut wurde, wurde sie (welche als Hauptkelter des Ortes galt) ihres Zweckes enthoben. Die Hohe Kelter wurde im November 1931 abgerissen, die Glockenkelter sollte im Frühjahr folgen. Unter anderem das Denkmalpflegeamt kritisierte die Pläne und regte eine Umnutzung als Weinbaumuseum an.
Mit der politischen Umwälzung im Dritten Reich richtet sich die Gebietsführung Württemberg für die Hitlerjugend 1934 an die Gemeinde, in dem sie die Einrichtung eines Eigenheims für die Hitlerjugend fordert. Damit war der Abriss des Gebäudes erst einmal nicht vorgesehen. Genutzt wurde das Gebäude für die Hitlerjugend, dem Bund Deutscher Mädel und Parteigenossen (im Kelterstüble). Außerdem fanden größere Veranstaltungen der NSDAP und kulturelle Programme auf Bühne oder Leinwand statt.
In der Nachkriegszeit wird das Gebäude zunächst als Flüchtlingsunterkunft genutzt. Die Kelter wurde bis Anfang der 1970er als Wohnraum genutzt. Daraufhin wurde sie rund 40 Jahre lang für den Bauhof genutzt. 1986 wird das Gebäude als Kulturdenkmal nach § 2 des Denkmalschutzgesetzes eingetragen.
Im 20. Jahrhundert wurde die Glockenkelter als Lagerraum von verschiedenen Vereinen genutzt. Ein Sanierungskonzept sieht vor, verschiedene Einbauten aus dem Gebäude zu entfernen und einen Ort für Veranstaltungen in der Glockenkelter zu schaffen, wohingegen eine Versetzung des Gebäudes an eine andere Stelle nicht ernsthaft in Erwägung gezogen wurde. Die Finanzierung des Umbaus des Kulturdenkmals wurde im Zuge des Landessanierungsprogramms 2007 bewilligt.
Die Glockenkelter wurde von der Denkmalstiftung Baden-Württemberg zum „Denkmal des Monats Februar 2012“ ernannt.
Das Gebäude wird, nach der Sanierung als Veranstaltungsgebäude genutzt.
Die Glockenkelter bildet eine der 34 Stationen des Stettener Weinwegs.

## Bilder

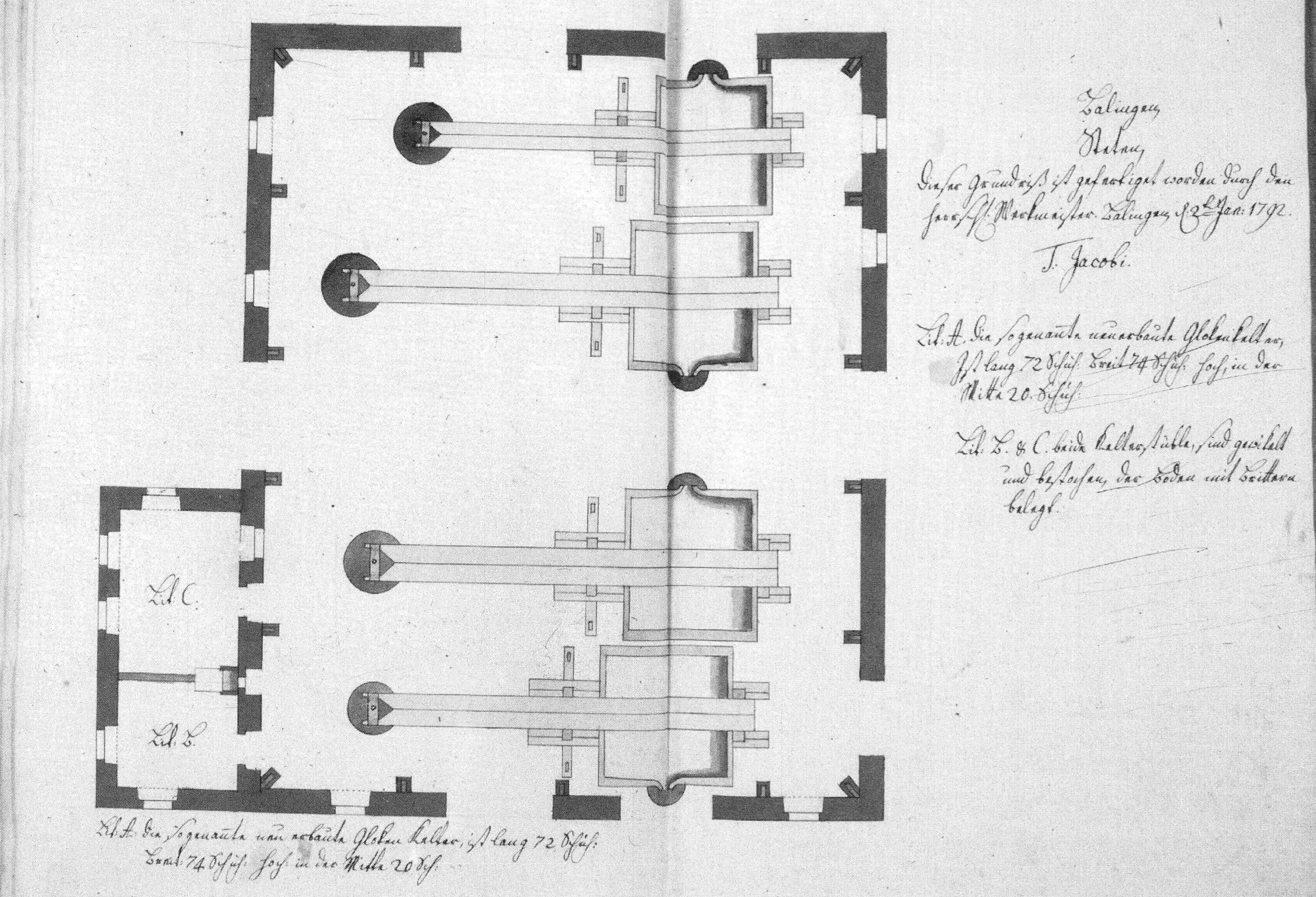
Grundriss der Kelter mit vier Pressen von 1792
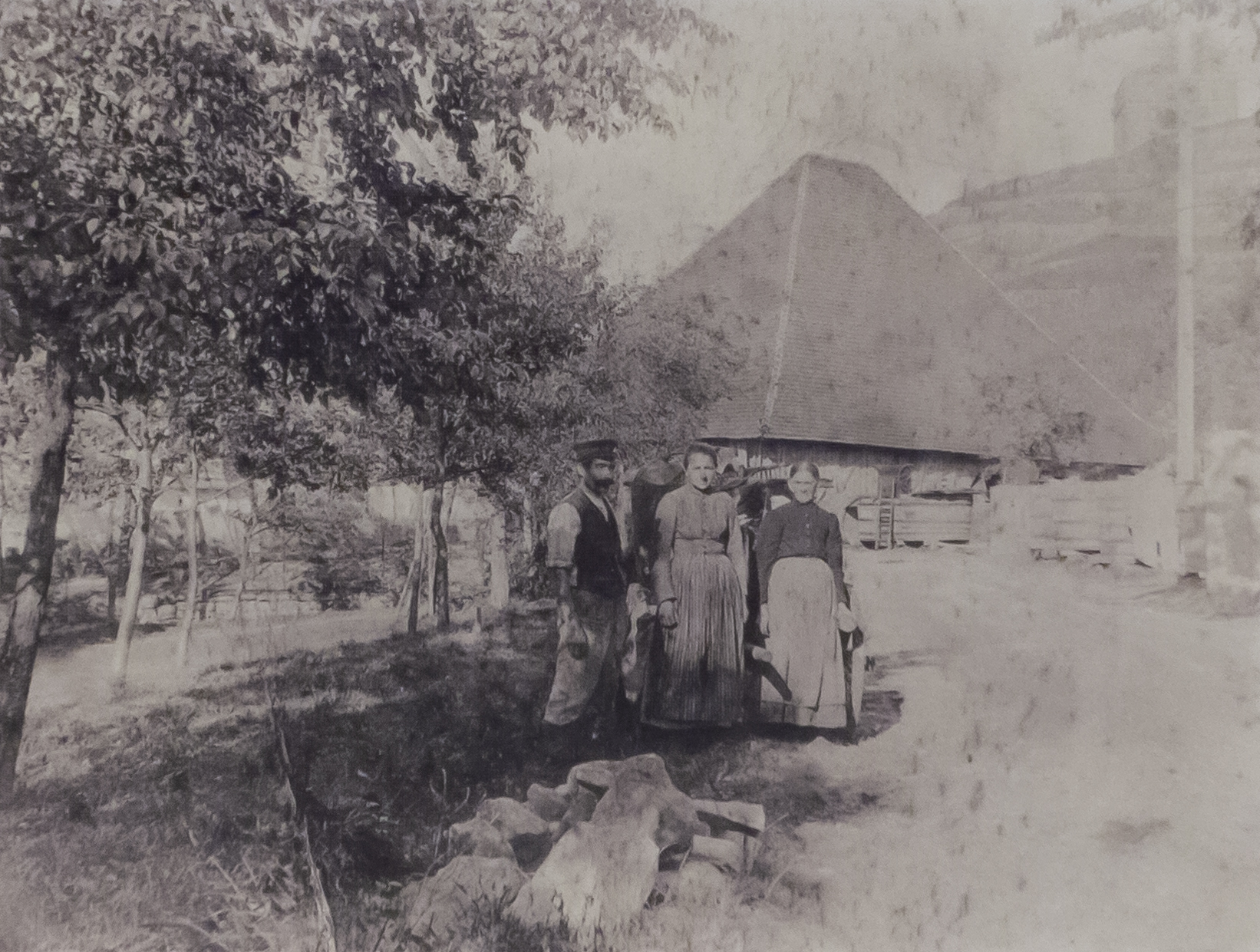
Erste bekannte Aufnahme der Glockenkelter um 1900
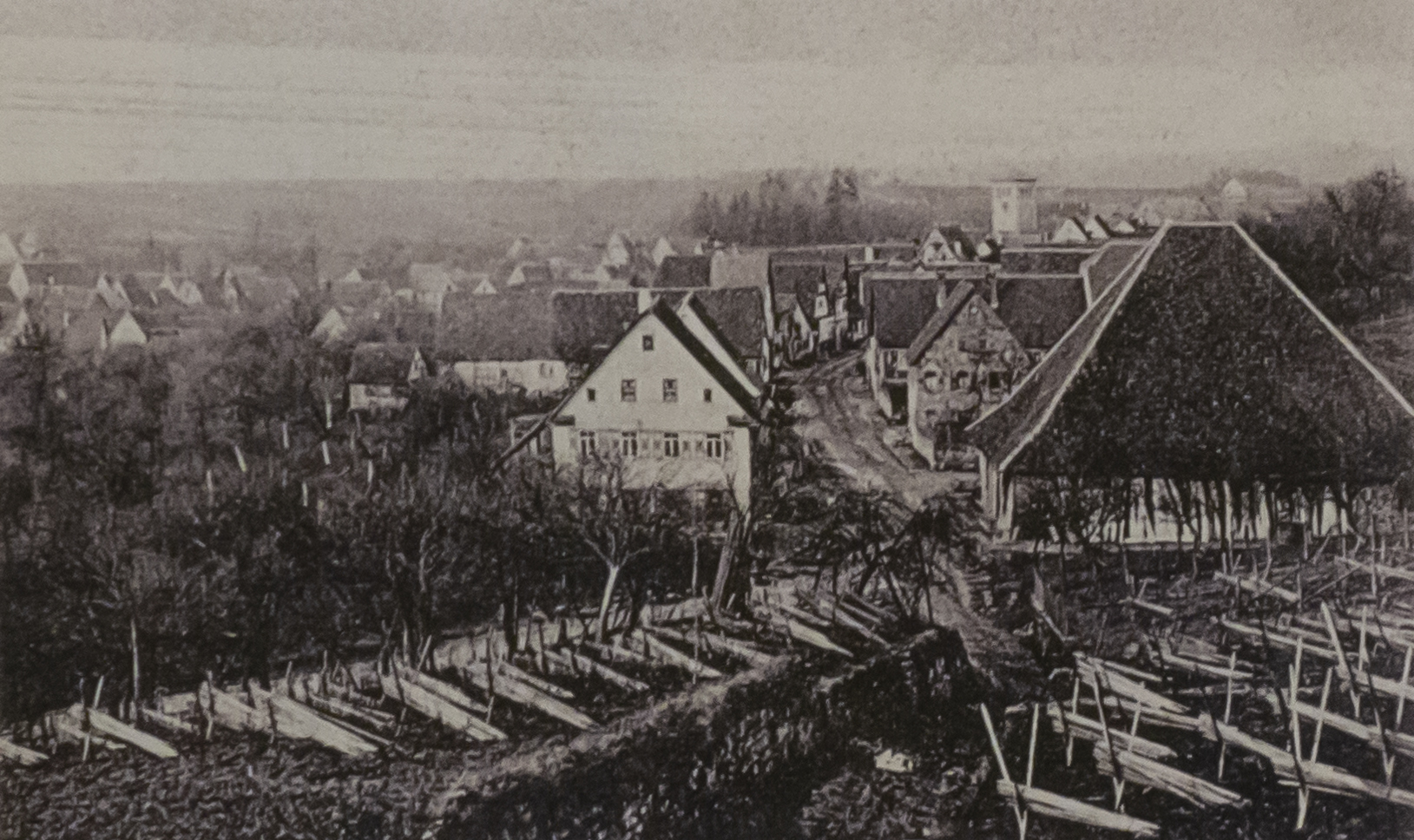
Kelter und Dorf um 1907
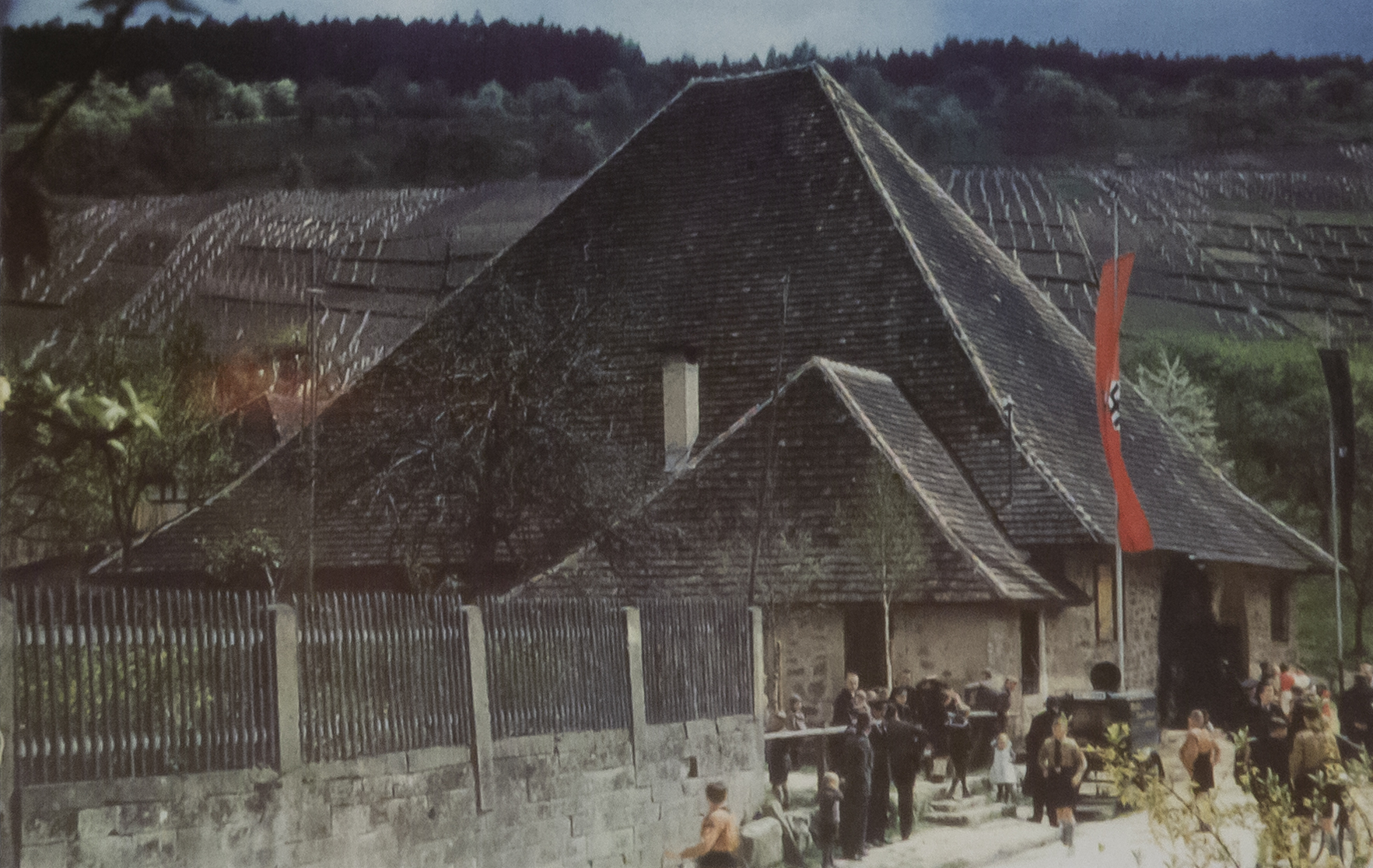
Glockenkelter zur Zeit des Nationalsozialismus 1937
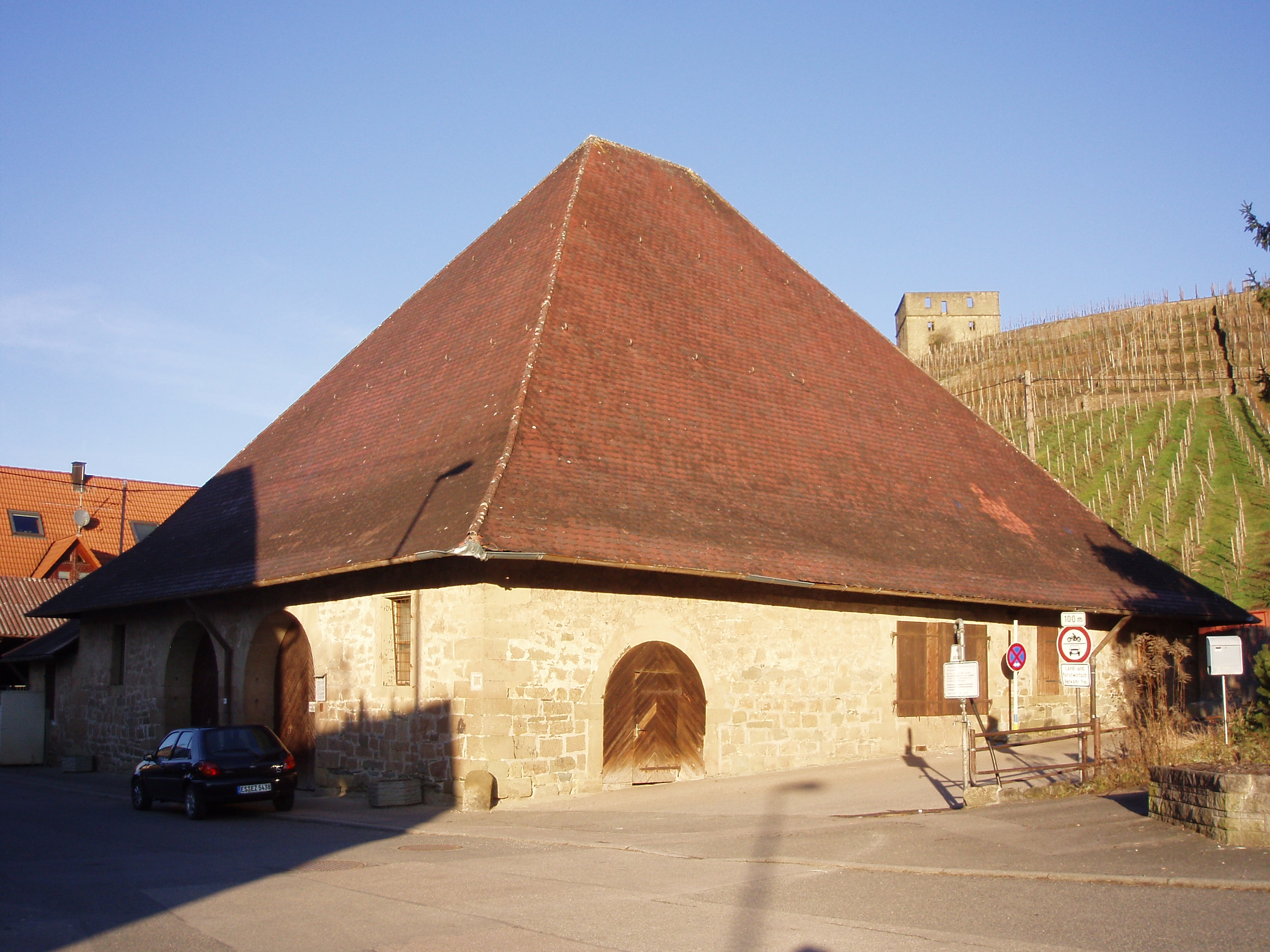
Die Glockenkelter vor dem Umbau. Im Hintergrund die Yburg.
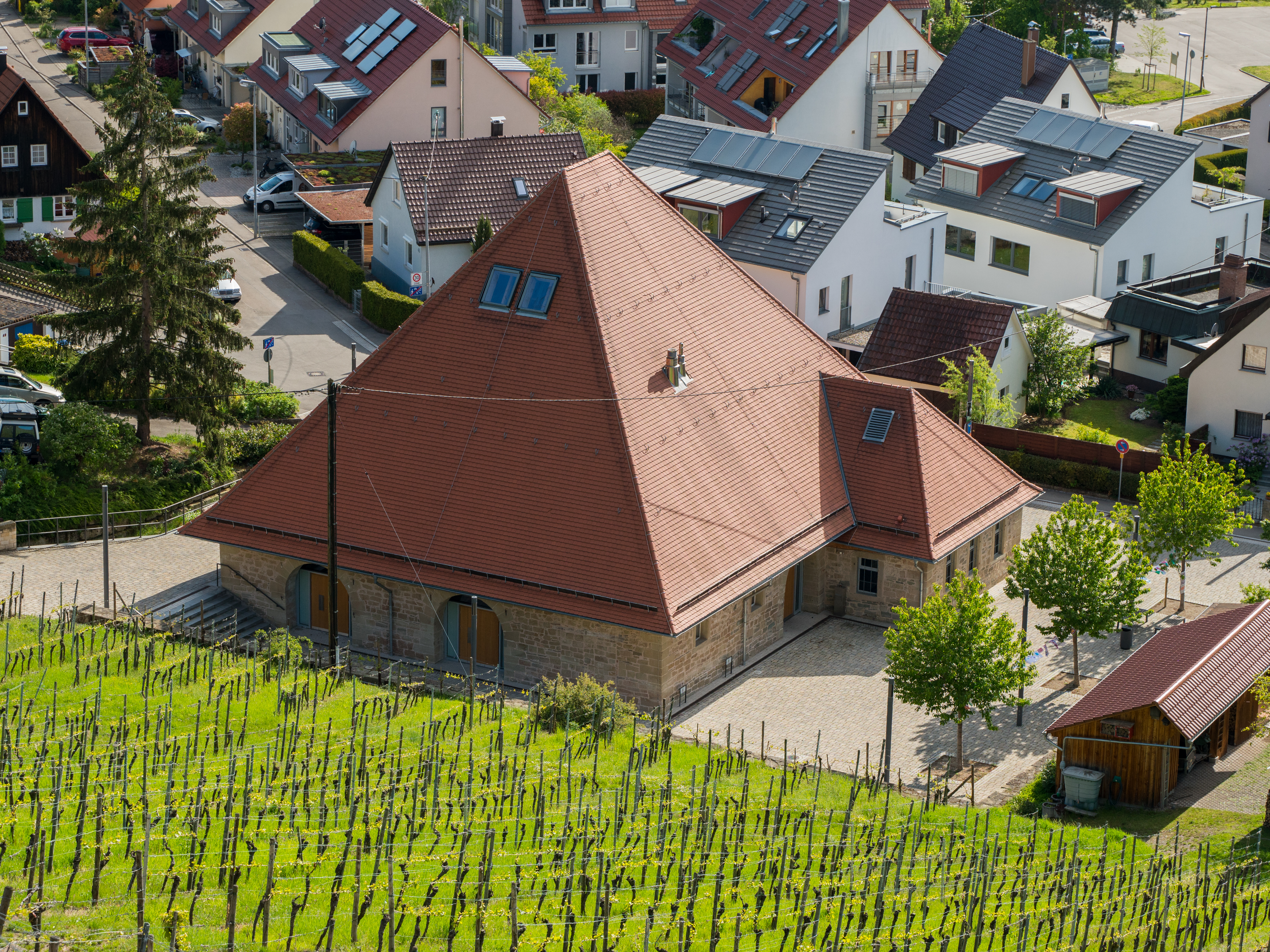
Die Glockenkelter von der Yburg gesehen.
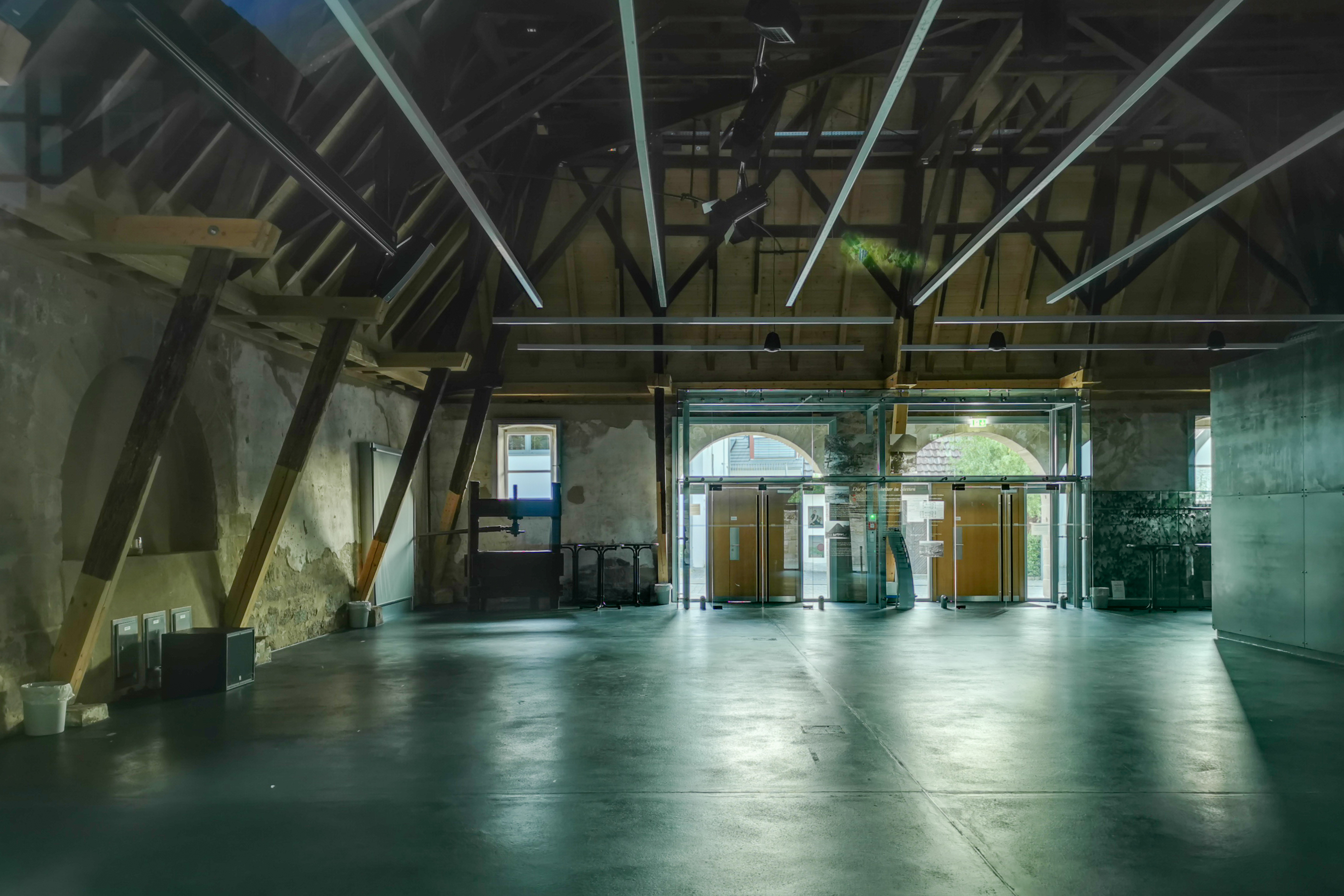
Innenansicht der Glockenkelter.
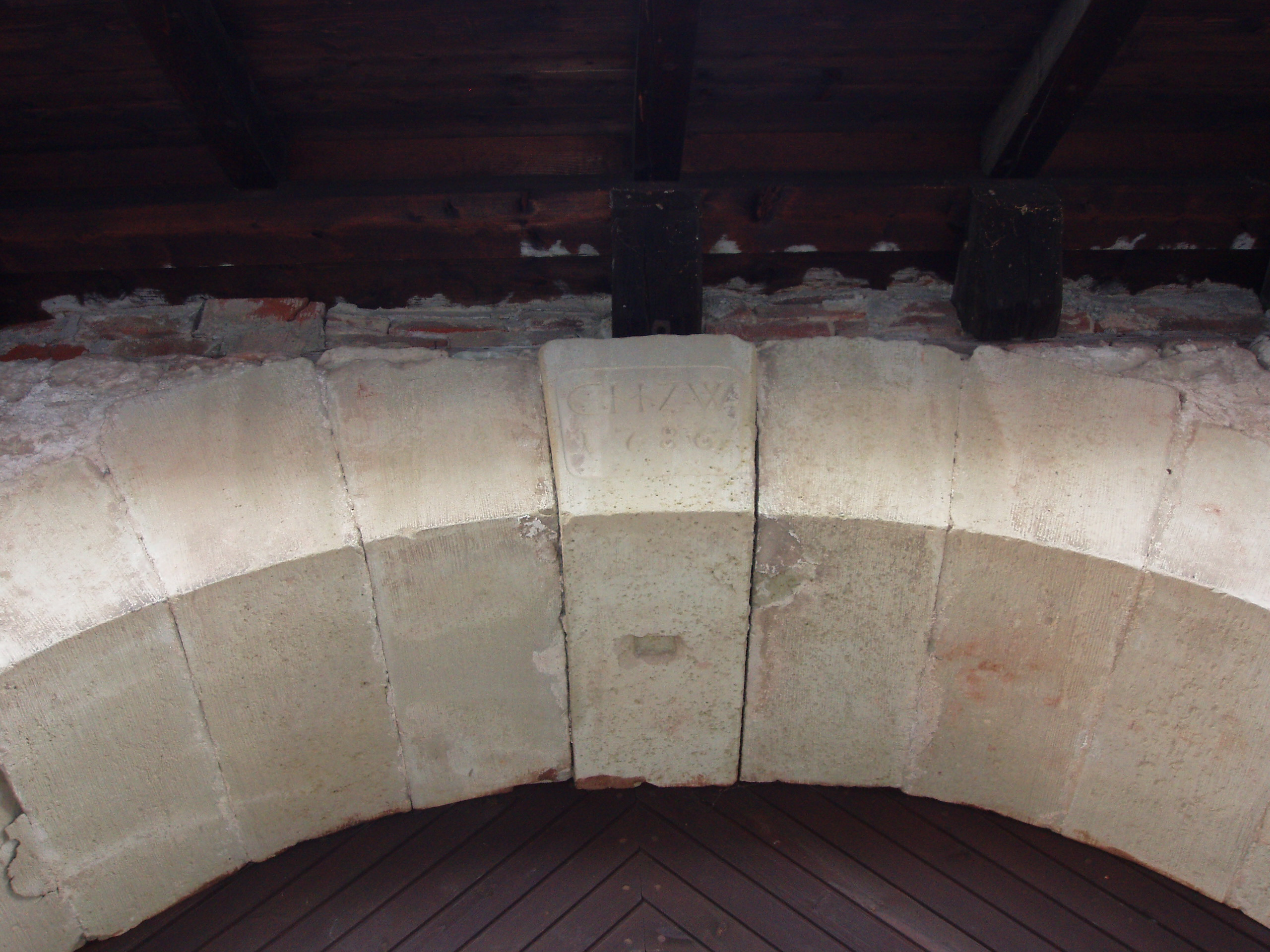
Der Schlussstein